# Vireolanius pulchellus
Vireolanius pulchellus е вид птица от семейство Vireonidae.

## Разпространение
Видът е разпространен в Белиз, Гватемала, Колумбия, Коста Рика, Мексико, Никарагуа, Панама, Салвадор и Хондурас.